# Заслужені професори Донецького національного університету
Заслужений професор Донецького національного університету — почесне звання Донецького національного університету імені Василя Стуса, яке відзначає багаторічний внесок професорів університету у справу підготовки висококваліфікованих фахівців, а також особливих заслуг в розвитку науки і освіти.
Почесне звання присвоюється професорам, що мають 30-річний стаж роботи в університеті, з яких не менше 20 років на штатній посаді професора, і продовжують працювати у Донецькому університеті. Почесне звання присвоюється Вченою радою університету щорічно 11 вересня в День Донецького національного університету. Рішення про присвоєння почесного звання було прийнято на засіданні Вченої ради Донецького національного університету 27 жовтня 2000 року.
Заслуженим професорам університету вручається диплом, пам'ятна медаль та додаткові пільги, зокрема, після оформлення пенсії право брати участь у навчальному процесі й науковій роботі на штатних посадах професора або головного наукового співробітника.
Після російської окупації Донецька у 2014 році за участь у навчальному процесі закладів освіти при так званому «Міністерстві освіти ДНР» Вченою радою Донецького університету були позбавлені почесного звання «Заслужений професор Донецького національного університету» професори Каліущенко В. Д., Сторожев В. І., Калоєров С. О., Федоров В. В.

## Список
| ім'я                                                            | посада |
| --------------------------------------------------------------- | --- |
| Бажин Анатолій Іванович                                         | доктор фізико-математичних наук, професор кафедри нанофізики (до 31.08.2014) |
| Безпалов Микола Єгорович                                        | доктор історичних наук, професор кафедри історії слов'ян |
| Бєловолов Юрій Григорович                                       | доктор історичних наук, професор кафедри міжнародних відносин і зовнішньої політики (до 31.08.2014) |
| Близнюк Василь Федорович (1922 — 12.01.2015)                    | кандидат історичних наук, доцент, проректор з навчальної роботи (1965—1969), зав. кафедри історіографії, джерелознавства та методики викладання історії (1969—1979)                                                 |
| Бобкова Антоніна Григоріївна                                    | доктор юридичних наук, професор, академік НАПрН України, декан юридичного факультету (2013—2018); завідувач кафедри господарського права                                                                            |
| Бондарєв Борис Володимирович                                    | доктор фізико-математичних. наук, професор, завідувач кафедри теорії ймовірностей і математичної статистики (до 06.10.2014).                                                                                        |
| Бородін Михайло Олексійович (30.03.1916 — 24.06.1997)           | доктор фізико-математичних наук, професор кафедри теоретичної та математичної фізики |
| Буравльов Юрій Матвійович                                       | доктор технічних наук, професор кафедри нанофізики, проректор з наукової роботи (1981—1984), заслужений діяч науки і техніки України                                                                                |
| Бут Олександр Микитович                                         | доктор історичних наук, професор, кафедри історії слов'ян (2011—2014), в.о. зав. кафедри історії України (жовтень 2014 — серпень 2017), професор кафедри історії України                                            |
| Волков В'ячеслав Дмитрович (26.02.1937 — 29.11.2014)            | кандидат юридичних наук, професор кафедри конституційного та міжнародного права, декан економічних-правового ф-ту (1983—2008), заслужений працівник освіти України                                                  |
| Гетьман Євген Іванович                                          | доктор хімічних наук, професор кафедри неорганічної хімії |
| Гіршман Михайло Мойсейович (20.10.1937 — 17.05.2015)            | доктор філологічних наук, професор кафедри теорії літератури і художньої культури (до 31.08.2014) |
| Добров Петро Васильович                                         | доктор історичних наук, професор кафедри історії України, декан історичного факультету (1999—2014), заслужений працівник освіти України                                                                             |
| Довбня Катерина Миколаївна                                      | доктор фізико-математичних наук, професор кафедри прикладної математики та теорії систем управління |
| Загнітко Анатолій Панасович                                     | доктор філологічних наук, проф.; член-кор. НАН України; декан філологічних факультету, проф. кафедри загальн. та прикладн. мовознавства і слов'янської філології                                                    |
| Єрхов Геннадій Петрович                                         | доктор історичних наук, професор, проректор із навчальної роботи (1989—2004), професор кафедри всесвітньої історії (до 31.08.2013).                                                                                 |
| Ігнатенко Петро Іванович                                        | доктор фізико-математичних. наук, професор кафедри нанофізики (до 31.08.2011) |
| Іонін Євген Євгенович                                           | доктор економічних наук, професор, завідувач кафедри обліку, аналізу і аудиту |
| Каргін Анатолій Олексійович                                     | доктор технічних наук, професор, декан фізико-технічного факультету (2006—2016). |
| Крихтін Євген Іванович (01.07.1928 — 04.11.2003)                | доктор економічних наук, професор, завідувач кафедри політичної економії (1965—1985), заслужений діяч науки і техніки України                                                                                       |
| Космодаміанський Олександр Сергійович (24.03.1923 — 08.06.2005) | доктор фізико-математичних. наук, проф., академік НАН України, зав. кафедри теорії пружності й обчисл. математики (1965—2004), проректор з наук. роботи (1966—1977), засл. діяч науки і техніки України             |
| Крулькевич Михайло Іванович                                     | доктор технічних наук, професор, зав. кафедри інформаційних систем управління (до 6.10.2014) |
| Лисенко Юрій Григорович                                         | доктор економічних наук, професор, директор Навчально-наукового інституту «Економічна кібернетика» (до 06.10.2014), член-кореспондент НАН України, заслужений діяч науки і техніки України                          |
| Лихолобова Зоя Григорівна (29.09.1926 — 22.05.2014)             | доктор історичних наук, професор, декан історичного факультету (1971—1972), зав. кафедри історії СРСР (1975—1996)                                                                                                   |
| Макогон Юрій Володимирович                                      | доктор економічних наук, професор; завідувач кафедри міжнародної економіки (1995—2016), заслужений діяч науки і техніки України.                                                                                    |
| Мамалуй Юлія Олександрівна (11.06.1935-12.02.2017)              | доктор фізико-математичних. наук, професор кафедри загальної фізики і дидактики фізики |
| Недопьокін Федір Вікторович                                     | доктор технічних наук, професор кафедри фізики нерівноважних процесів, метрології та екології (до 06.10.2014) |
| Олійник Микола Максимович                                       | доктор хімічних наук, професор кафедри органічної хімії |
| Отін Євген Степанович (13.04.1932 — 14.01.2015)                 | доктор філологічних наук, професор, зав. кафедри загального мовознавства та історії мови (1976—2014), декан філолог. ф-ту (1986—2013), засл. діяч науки і техніки України                                           |
| Пірко Василь Олексійович (24.02.1935 — 16.07.2012)              | доктор історичних наук, завідувач кафедри історіографії, джерелознавства, археології і методики викладання історії                                                                                                  |
| Пономаренко Григорій Якович (18.01.1922 — 15.03.2009)           | доктор історичних наук, професор, ректор (1975—1986), заслужений працівник освіти України, заслужений діяч науки і техніки України                                                                                  |
| Розкошний Анатолій Пантелійович (04.08.1929 — 07.06.2009)       | доктор історичних наук, професор, завідувач кафедри політології (1990—2003), заслужений працівник культури України                                                                                                  |
| Семенов Анатолій Григорович                                     | доктор економічних наук, професор, зав. кафедри економічної теорії (2006—2010), професор кафедри економічної теорії (до 06.10.2014).                                                                                |
| Сенів Михайло Григорович (22.06.1945-03.05.2018)                | доктор філологічних наук, професор, в.о. завідувача кафедри романських мов та світової літератури |
| Сидорова Антоніна Василівна                                     | доктор економічних наук, професор, завідувач кафедри бізнес-статистики та економічної кібернетики |
| Ситник Людмила Степанівна                                       | доктор економічних наук, професор кафедри менеджменту та поведінкової економіки |
| Соболєв Валерій Іванович                                        | доктор біологічних наук, професор, завідувач кафедри фізіології людини і тварин (до 06.10.2014) |
| Ступін Олександр Борисович (05.03.1942 — 04.05.2013)            | доктор технічних наук, професор, зав. кафедри фізики нерівн. процесів, метрології та екології (1987—2013), декан фізичн. ф-ту (1986—1995), проректор з наук. роботи (1995—2008), засл. діяч науки і техніки України |
| Русаков Володимир Федорович                                     | доктор фізико-математичних. наук, професор, завідувач кафедри загальної фізики і дидактики фізики |
| Тригуб Роальд Михайлович                                        | доктор фізико-математичних. наук, професор, завідувач кафедри математичного аналізу та теорії функцій (1991—2003), професор кафедри математичного аналізу та теорії функцій                                         |
| Усова Зінаїда Василівна (09.08.1924 — 04.10.2013)               | доктор біологічних наук, професор, завідувач кафедри зоології (1965—1982), декан біологічного факультету (1966—1972)                                                                                                |
| Христіановський Вадим Володимирович                             | доктор економічних наук, професор, декан економічних факультету (1982—1986), перший проректор (1986—2008), зав. кафедри математ. і математ. методів в економіці                                                     |
| Циганенко Галина Павлівна (07.09.1919 — 06.02.2015)             | доктор філологічних наук, професор, завідувач кафедри російської мови (1969—1976, 1984—1989), декан філологічного факультету (1967—1969, 1981—1984)                                                                 |
| Черніченко Геннадій Олександрович                               | доктор економічних наук, професор кафедри розвитку і розміщення продуктивних сил (2005—2016), декан економічного факультету (1986—2014)                                                                             |
| Шалдирван Валерій Анатолійович                                  | доктор фізико-математичних. наук, професор кафедри теоретичної і математичної фізики (до 06.10.2014) |
| Шевченко Володимир Павлович                                     | доктор фізико-математичних. наук, професор, академік НАН України, зав. кафедри прикладної механіки і комп'ютерних технологій, Герой України                                                                         |
| Шевчук Іван Олексійович (10.09.1930 — 18.05.2008)               | доктор хімічних наук, професор, завідувач кафедри аналітичної хімії (1966—2003) |
| Шендрик Олександр Миколайович                                   | доктор хімічних наук, професор, в.о. директора ННІ хімії, заслужений діяч науки і техніки України |
| Шпанько Ігор Васильович                                         | доктор хімічних наук, професор кафедри неорганічної, органічної та аналітичної хімії |
| ім'я                                                            | посада |